# Sly
Sly, ovvero La leggenda del dormiente risvegliato és una òpera en tres actes amb música de Ermanno Wolf-Ferrari i llibret en italià de Giovacchino Forzano, basat en el pròleg a l'obra de William Shakespeare La feréstega domada (la versió alemanya del llibret, Sly, oder Die Legende vom wiedererweckten Schläfer, va ser traduïda per Walter Dahms). A diferència de les altres òperes de Wolf-Ferrari, aquesta és una tragèdia. Es va estrenar a La Scala de Milà el 29 de desembre de 1927 amb Aureliano Pertile i Mercè Llopart.
El 2000 es va estrenar a Catalunya al Gran Teatre del Liceu cantada per Josep Carreras, en el que va suposar el seu retorn al teatre després de set anys de forçada absència.

## Personatges
| Personatge              | Tessitura    | Repartiment de l'estrena, 29 de desembre de 1927 (Director: Ettore Panizza) |
| ----------------------- | ------------ | --------------------------------------------------------------------------- |
| Sly                     | tenor        | Aureliano Pertile                                                           |
| Dolly                   | soprano      | Mercè Llopart                                                               |
| Comte de Westmoreland   | baríton      | Luigi Rossi-Morelli                                                         |
| John Plake              | baix         | Ernesto Badini                                                              |
| Patge                   | soprano      | Cesira Ferrani                                                              |
| Rosalina                | soprano      | Anada Conti i Iris Adami-Corradetti                                         |
| Propietària             | mezzosoprano | Anada Mannarini                                                             |
| Jutge de camp           | tenor        | Palmiro Domenichetti                                                        |
| Nen servent             | tenor        | Luigi Nardi                                                                 |
| Primer noble/Moro       | tenor        | Giovanni Azzimonti                                                          |
| Segon noble/Indi        | tenor        | Emilio Venturini                                                            |
| Tercer noble/Vell criat | tenor        | Nello Palai                                                                 |
| Cambra noble/Xinès      | sota-baríton | Aristide Baracchi                                                           |
| Cinquè noble/doctor     | baríton      | Giuseppe Nessi                                                              |
| Sisè noble              | baix         | Antonio Laffi                                                               |
| Setè noble              | baix         | Giacomo Carboni                                                             |
| Vuitè noble             | baix         | Salvatore Baccaloni                                                         |
| Primera donzella        | mezzosoprano | Maria Neveso                                                                |
| Segona donzella         | mezzosoprano | Gina Pedroni                                                                |
| Tercera donzella        | mezzosoprano | Olga De Franco-Arduini                                                      |
| Snare/primer criat      | baix         | Luigi Spartaco Marchi                                                       |
| Soldat/segon criat      | baix         | Giuseppe Menni                                                              |
| Cuiner/tercer criat     | baix         | Amleto Galli                                                                |

## Enregistraments
Els creadors dels principals papers, inclòs Aureliano Pertile, mai van gravar res de l'òpera, encara que Ernesto Badini (el primer John Plake) i Palmiro Domenichetti van gravar el duetto dei beoni. La Canzone dell'orso la va fer Nino Piccaluga, qui va cantar l'obra a Torí i Trieste, mentre que tots dos i No, non sono un buffone van ser gravats per altres diversos cantants incloent a Francesco Merli i Alessandro Valente.